# Bóng chuyền tại Đại hội Thể thao Đông Nam Á 2017 - Nam
Môn bóng chuyền nam tại Đại hội Thể thao Đông Nam Á 2017 sẽ tổ chức ở Kuala Lumpur, Malaysia tại Trung tâm triển lãm và thương mại quốc tế Malaysia.

## Bốc thăm

### Các quốc gia tham dự
- Campuchia
- Indonesia
- Malaysia
- Myanmar
- Philippines
- Thái Lan
- Đông Timor
- Việt Nam

Nguồn: Volleyverse

## Kết quả
Tất cả thời gian theo giờ tiêu chuẩn Malaysia (UTC+8)

### Vòng sơ loại

#### Bảng A
|      |           | Điểm | Trận đấu | Trận đấu | Set | Set | Set   | Điểm | Điểm | Điểm  |
| Hạng | Đội       | Điểm | T        | B        | T   | B   | Tỷ lệ | T    | B    | Tỷ lệ |
| ---- | --------- | ---- | -------- | -------- | --- | --- | ----- | ---- | ---- | ----- |
| 1    | Thái Lan  | 9    | 3        | 0        | 9   | 0   | MAX   | 236  | 184  | 1.283 |
| 2    | Myanmar   | 6    | 2        | 1        | 6   | 5   | 1.200 | 250  | 239  | 1.046 |
| 3    | Malaysia  | 3    | 1        | 2        | 5   | 6   | 0.833 | 257  | 252  | 1.020 |
| 4    | Campuchia | 0    | 0        | 3        | 0   | 9   | 0.000 | 162  | 230  | 0.704 |

| Ngày       | Thời gian |           | Điểm |           | Set 1 | Set 2 | Set 3 | Set 4 | Set 5 | Tổng    | Nguồn |
| ---------- | --------- | --------- | ---- | --------- | ----- | ----- | ----- | ----- | ----- | ------- | ----- |
| 21 tháng 8 | 15:00     | Myanmar   | 0–3  | Thái Lan  | 22–25 | 19–25 | 27–29 |       |       | 68–79   |       |
| 21 tháng 8 | 19:00     | Malaysia  | 3–0  | Campuchia | 25–18 | 30–28 | 25–17 |       |       | 80–63   |       |
| 22 tháng 8 | 17:00     | Thái Lan  | 3–0  | Campuchia | 25–13 | 25–19 | 25–17 |       |       | 75–49   |       |
| 22 tháng 8 | 19:00     | Myanmar   | 3–2  | Malaysia  | 25–23 | 20–25 | 25–22 | 20–25 | 17–15 | 107–110 |       |
| 24 tháng 8 | 19:00     | Malaysia  | 0–3  | Thái Lan  | 18–25 | 19–25 | 30–32 |       |       | 67–82   |       |
| 25 tháng 8 | 17:00     | Campuchia | 0–3  | Myanmar   | 12–25 | 20–25 | 18–25 |       |       | 50–75   |       |

#### Bảng B
|      |             | Điểm | Trận đấu | Trận đấu | Set | Set | Set   | Điểm | Điểm | Điểm  |
| Hạng | Đội         | Điểm | T        | B        | T   | B   | Tỷ lệ | T    | B    | Tỷ lệ |
| ---- | ----------- | ---- | -------- | -------- | --- | --- | ----- | ---- | ---- | ----- |
| 1    | Indonesia   | 9    | 3        | 0        | 9   | 1   | 9.000 | 259  | 187  | 1.385 |
| 2    | Việt Nam    | 6    | 2        | 1        | 6   | 3   | 2.000 | 214  | 168  | 1.274 |
| 3    | Philippines | 3    | 1        | 2        | 4   | 6   | 0.667 | 235  | 225  | 1.044 |
| 4    | Đông Timor  | 0    | 0        | 3        | 0   | 9   | 0.000 | 97   | 225  | 0.431 |

| Ngày       | Thời gian |             | Điểm |             | Set 1 | Set 2 | Set 3 | Set 4 | Set 5 | Tổng    | Nguồn |
| ---------- | --------- | ----------- | ---- | ----------- | ----- | ----- | ----- | ----- | ----- | ------- | ----- |
| 21 tháng 8 | 17:00     | Philippines | 0–3  | Việt Nam    | 19–25 | 21–25 | 20–25 |       |       | 60–75   |       |
| 22 tháng 8 | 15:00     | Indonesia   | 3–0  | Đông Timor  | 25–9  | 25–6  | 25–8  |       |       | 75–23   |       |
| 23 tháng 8 | 17:00     | Việt Nam    | 3–0  | Đông Timor  | 25–8  | 25–13 | 25–11 |       |       | 75–32   |       |
| 23 tháng 8 | 19:00     | Philippines | 1–3  | Indonesia   | 21–25 | 25–23 | 33–35 | 21–25 |       | 100–108 |       |
| 24 tháng 8 | 17:00     | Indonesia   | 3–0  | Việt Nam    | 26–24 | 25–20 | 25–20 |       |       | 76–64   |       |
| 25 tháng 8 | 19:00     | Đông Timor  | 0–3  | Philippines | 13–25 | 18–25 | 11–25 |       |       | 42–75   |       |

### Vòng chung kết
|  | Bán kết    | Bán kết   |               |   | Chung kết | Chung kết |
|  |            |           |               |   |           |           |
|  | 26 tháng 8 |           |               |   |           |           |
|  |            |           |               |   |           |           |
|  | Thái Lan   | 3         |               |   |           |           |
|  | Thái Lan   | 3         | 27 tháng 8    |   |           |           |
|  | Việt Nam   | 2         |               |   |           |           |
|  | Việt Nam   | 2         | Thái Lan      | 3 |           |           |
|  | 26 tháng 8 |           | Thái Lan      | 3 |           |           |
|  |            | Indonesia | 1             |   |           |           |
|  | Indonesia  | Indonesia | 1             | 3 |           |           |
|  | Indonesia  |           |               | 3 |           |           |
|  | Myanmar    | 2         |               |   |           |           |
|  | Myanmar    | 2         | Tranh hạng ba |   |           |           |
|  |            |           |               |   |           |           |
|  | 27 tháng 8 |           |               |   |           |           |
|  |            |           |               |   |           |           |
|  | Việt Nam   | 3         |               |   |           |           |
|  | Việt Nam   | 3         |               |   |           |           |
|  | Myanmar    | 0         |               |   |           |           |

#### Bán kết
| Ngày       | Thời gian |           | Điểm |          | Set 1 | Set 2 | Set 3 | Set 4 | Set 5 | Tổng    | Nguồn |
| ---------- | --------- | --------- | ---- | -------- | ----- | ----- | ----- | ----- | ----- | ------- | ----- |
| 26 tháng 8 | 15:00     | Thái Lan  | 3–2  | Việt Nam | 22–25 | 15–25 | 29–27 | 25-15 | 20–18 | 111–95  |       |
| 26 tháng 8 | 17:00     | Indonesia | 3–2  | Myanmar  | 22–25 | 25–17 | 24–26 | 34–32 | 15–12 | 120–112 |       |

#### Tranh huy chương đồng
| Ngày       | Thời gian |          | Điểm |         | Set 1 | Set 2 | Set 3 | Set 4 | Set 5 | Tổng  | Nguồn |
| ---------- | --------- | -------- | ---- | ------- | ----- | ----- | ----- | ----- | ----- | ----- | ----- |
| 27 tháng 8 | 13:00     | Việt Nam | 3–0  | Myanmar | 25–18 | 25–17 | 25–13 |       |       | 75–48 |       |

#### Tranh huy chương vàng
| Ngày       | Thời gian |          | Điểm |           | Set 1 | Set 2 | Set 3 | Set 4 | Set 5 | Tổng  | Nguồn |
| ---------- | --------- | -------- | ---- | --------- | ----- | ----- | ----- | ----- | ----- | ----- | ----- |
| 27 tháng 8 | 19:00     | Thái Lan | 3–1  | Indonesia | 25–16 | 25–22 | 20–25 | 25-20 |       | 95–63 |       |

## Bảng xếp hạng chung cuộc
| Hạng | Đội tuyển   |
| ---- | ----------- |
| 1    | Thái Lan    |
| 2    | Indonesia   |
| 3    | Việt Nam    |
| 4    | Myanmar     |
| 5    | Malaysia    |
| 6    | Philippines |
| 7    | Campuchia   |
| 8    | Đông Timor  |